# Adivinha (álbum de Lucas Lucco)
Adivinha é o terceiro álbum de estúdio do cantor e compositor brasileiro Lucas Lucco. Produzido Inteiramente por Willibaldo Neto, Foi lançado em 27 de novembro de 2015 pela Sony Music Brasil. Neste novo álbum Lucco, que é mais conhecido no universo sertanejo, adere ao funk. carioca recebendo Nego do Borel na canção "Explodiu Partiu" e contando com Dennis DJ na faixa "Se Produz".

## Lista de faixas
| N.º            | Título                                         | Compositor(es)                                                                      | Duração  |  |
| 1.             | "Adivinha"                                     | Bruno Caliman                                                                       | 3:07     |  |
| 2.             | "Vai Vendo"                                    | Lucas Lucco Tierry Flavinho do Kadet Magno Sant'anna                                | 3:08     |  |
| 3.             | "Luz Acesa"                                    | Lucco Coringa Edu Valim                                                             | 3:04     |  |
| 4.             | "Batom Vermelho"                               | Samuel Deolli Douglas Cesar                                                         | 2:58     |  |
| 5.             | "Porteiro"                                     | Bruno Caliman                                                                       | 3:29     |  |
| 6.             | "Musa da Praia"                                | Nuno Artioli Laércio da Costa Willibaldo Neto                                       | 3:04     |  |
| 7.             | "Quando Deus Quer"                             | Willibaldo Neto Rafinnha Lucas Lucco                                                | 3:43     |  |
| 8.             | "Se Produz" (Part. Dennis DJ)                  | Lucco Coringa Edu Valim Renan Valim Sant'anna                                       | 2:46     |  |
| 9.             | "Bebo Dobrado" (Part. Victor Hugo & Americano) | Everton Matos Dayane Camargo Victor Gabriel Fernanda Soares Ray Antonio Lara Mendes | 2:55     |  |
| 10.            | "Explodiu Partiu" (Part. Nego do Borel)        | Lucas Lucco do Kadet Rafinha RSQ                                                    | 2:54     |  |
| 11.            | "Fica Suave" (Part. Marcos & Belutti)          | Vinicius Poeta Benício Neto Vinishow Junior Gomes                                   | 2:46     |  |
| 12.            | "Luxo"                                         | Bruno Caliman                                                                       | 3:31     |  |
| 13.            | "Oxigênio de Mim"                              | Bruno Caliman                                                                       | 3:24     |  |
| 14.            | "Jatinho Particular" (Part. All Star Brasil)   | Filpsding DGuedz DJ Mall E. Haga                                                    | 3:18     |  |
| 15.            | "Disputa" (Part. Gusttavo Lima)                | Lucas Lucco Gabriel Agra Marília Mendonça Juliano Rocha Willibaldo Neto             | 2:54     |  |
| 16.            | "Coisa"                                        | Lucas Lucco Coringa Edu Valim Renan Valim Sant'anna                                 | 3:04     |  |
| Duração total: | Duração total:                                 | Duração total:                                                                      | 55min05s |  |